# 大元肃州路也可达鲁花赤世袭之碑
大元肃州路也可达鲁花赤世袭之碑（简称：肃州碑）是1943年在甘肃酒泉被发现的的元代汉文、回鹘文石刻。现存于酒泉市肃州区博物馆，国家一级文物。

## 肃州碑的发现与现状
1943年，由中央研究院史语所、中国地理研究所、中央博物院筹备处、北京大学文科研究所联合组成的西北史地考察团途径酒泉，位于酒泉旧城东门洞内墙壁上的两块石碑被向达、夏鼐等中国考古学家发现。1944年，张维在《隴右金石錄》将该石刻阴面的回鹘文错认为蒙古文。1962年，市政部门在扩建市区时，将石碑从洞壁中拆出弃之荒郊，1976年时已存于酒泉市文化馆。1984年移置酒泉市博物馆，现存于酒泉市肃州区博物馆。现存的石碑无碑额，由两块长方形石柱组成，碑高2.36米，宽0.94米，厚0.29米。阳面为汉文，共二十四行，其中左右石分别有13行和11行，每行字数不等，中间凿毁之处损失数十个汉字，但因为嵌入墙内侧，大部分字可以辨认。阴面为回鹘文，共32行，由于长期外露，磨损严重，字迹难辨。

## 内容
肃州碑讲述了一个党项唐兀家族从西夏至元朝（元太祖二十一年（公元1226年）至元顺帝至正二十一年 （公元1361年））超过130年，举立沙、阿沙、刺麻朵儿只、管固儿加哥、贯□□□、 耳玉、管布、令只沙、帖信普、普达实理、善居、定者帖木儿、赤斤帖木儿6代13人的官职世袭和活动。西夏肃州守将举立沙献城又助成吉思汗消灭了抵抗势力并牺牲，为了纪念暨表彰其功绩，成吉思汗任命其子阿沙为也可达鲁花赤。

对回鹘文的碑文的内容，一些学者也有所研究，诸如对碑文中对蒙古皇帝的称呼talay，耿世民将其理解为“海王”。而后来钟焓则认为改词应该是转轮王之意。

## 历史介绍
肃州碑立碑时间为至正二十一年（1361年），内容为段天祥撰写，由洪福寺主持定慧明书丹、篆额。然而明清的金石著作并未对其进行记载，根据肃州修城的记载，学者认为该碑俄能是在明洪武二十八年（公元1395年）被嵌入城洞壁内的。碑文补充了史书的一些记载，《元史·太祖本纪》对此事只有“二十一年丙戌，夏，避暑于浑垂山。取甘、肃等州。”的记载，而碑文则补充了举立沙献城、战死的事情。

## 原文
其汉文原文为：
|                                  | 大元肃州路也可达鲁花赤世袭之碑 将士郎云南篙明州判官段天祥撰 圆通慈济禅师肃州在城洪福寺住持定慧明书丹并篆额 大□□,而三光五岳之气分；太明升,而四海六合之土照；太圣作,而九夷八蛮之人服。此天理之必然,人物之功用也。惟我 皇元,肇基朔漠,乘龙御极,志靖万邦。 太祖皇帝,御驾西征,天戈一挥,五郡之民,披云睹日,靡不臣服。时有唐兀氏举立沙者,肃州阀阅之家,一方士民咸□□化,举立沙瞻 圣神文武之德,起倾葵向日之心,率豪杰之士,以城出献。又督义兵,助讨不服,忘身拘国,竟段锋摘。 太祖皇帝矜其向慕之心,悼其战死之不幸,论功行赏。以其子阿沙为肃州路世袭也可达鲁花赤,以族其父之功。 宪宗皇帝赐以虎符。 世祖皇帝愈加宠赉,升昭武大将军,迁甘肃等处宣慰使。阿沙二男,长曰□□□□□, □□□□儿加哥。刺麻朵儿只先授奉训大夫、甘州路治中,又升奉议 大夫,肃州路达鲁花赤。往政一考,思义让之心,逊其职与弟□□□□□, □□□□□事四载,复将前职归于其兄,受奉政大夫,依旧袭职。刺麻朵儿 只四子长曰贯□□□,次曰耳玉,又次曰管布,季曰令只沙。□□□□□□□□□□之职,授宣武将军,治郡三载,又慕其祖称忠义之绩,思同□ 之和,以其职让与弟令只沙,受宣武将军。令只沙公平正大,名□ 朝廷,又升怀远大将军,甫视事间,又让其职与兄之子帖信普。不期□,□□□□□□□□□□□□□命议,令只沙在职,往政无私,最有声绩,备咨于□□ 朝,复膺前职,受亚中大夫。在任四载,以其长男普达实理尚在髫龀，□□□□□□□□□定者帖木儿,定者帖木儿又逊与其叔父普达实理。普达实理 又让与帖信普之次子赤斤帖木儿,受宣武将军,见居其职。其□□□□□□□□□思□孝,非英雄豪杰之士,有大人君子之量,能如是哉！又令只 沙之次子善居,因其伯父管布无子,以善居为□,其人才德出众,德□□□□□□…… 主上□以近侍,授宣武将军,仕武备寺同判。后除甘□郎中,授中宪大夫, 翊赞□□□□□□,迁永昌路达鲁花赤,牧民以仁惠之道,守己以正直之心,公事 细微必察,私意纤毫不行,民怀其德,吏服其廉,解组而归,以酬孝道。□□□祖□□□其先祖之功,命工刻石,以记其事。予□蜀□□□□□甘泉一 日□□□不复已,不揆鄙陋,奉之铭曰： □□…… 太祖,驾御六龙。亲讨西夏,圣武威雄。因公献□,□风□□。□以世袭,用酬其功。子孙相继,奕叶兴隆。让□□□, □□以中。黔黎怀惠,政令乐从。齐家克孝,为国尽忠。子孙善居,念其祖宗。刻铭示后,休哉无穷。 至□□□□□岁次辛丑□…… |
| ——大元肃州路也可达鲁花赤世袭之碑 | |